# Университет Британской Колумбии
Университет Британской Колумбии (англ. University of British Columbia) — один из самых известных университетов Канады, находится в городе Ванкувер.

## История
Университет учреждён в 1908 году актом провинциального законодательного собрания. Он стал первым университетом, главный кампус которого должен был располагаться в Британской Колумбии — до этого высшее образование в провинции предоставляли филиалы Макмастерского, Торонтского и Макгиллского университетов. В 1910 году было принято решение, что университет будет построен на мысе Пойнт-Грей, однако само строительство было отложено из-за начала мировой войны, и в итоге в 1915 году вуз начал работу в Фэрвью.
Первая группа преподавателей перешла в новый вуз из Макгиллского университета, оттуда же была позаимствована программа обучения. В 1919 году открылся сельскохозяйственный факультет. В университете также начали работу программы по подготовке медсестёр и работников здравоохранения, ставшие первыми в странах Британского содружества, где по этим специальностям присваивалась учёная степень. С 1920 года появилась возможность получения магистерской и докторской степеней.
В 1920 году под эгиду Университета Британской Колумбии перешёл филиал Макгиллского университета в Виктории (ныне самостоятельный Викторианский университет). В 1925 году Университет Британской Колумбии переехал в новый кампус на Пойнт-Грей. В 1930 годы в университетет развивались программы лесоводства и коммерции.
Во время Второй мировой войны многие преподаватели вуза служили в вооружённых силах или занимались исследованиями, имевшими военное значение. В послевоенные годы резко возросло количество поступающих: если на потоке 1944/45 было чуть более 3000 студентов, то в 1947/48 учебном году — почти 9400. Расширение стало возможно за счёт освобождавшихся помещений на военных базах, где располагались как аудитории, так и общежития для студентов и преподавателей. Позже началось строительство новых корпусов, были основаны новые факультеты: юридический (1947), фармакологический (1949), медицинский (1950) и педагогический (1956), а с 1948 года начал работу факультет последипломного обучения. Отделения лесоводства и коммерции получили статус факультетов соответственно в 1951 и 1957 годах.
В 1961 году при университете началось строительство крупного медицинско-исследовательского центра. В 1964 году открылся факультет стоматологии, а факультет наук был разделён на два — гуманитарных и точных наук. В том же десятилетии начали работу программы библиотековедения, восстановительной медицины и аудиологии и речеведения.
В 1985 году начали работу две лаботатории Канадского научно-исследовательского института древесины и бумаги — на территории кампуса Университета Британской Колумбии и в Дискавери-парке, прилегающем к его территории. В 1987 году при университете открылся Центр биомедицинских исследований. С того же года действует программа по координации публичного образования и стратегического планирования инициатив, касающихся коренного населения Канады. В 2001 году при университетской библиотеке открылся читальный зал имени Уоллеса и Мадлен Чун, в собрание которого входят 25 тысяч единиц хранения на темы исследований Северо-Западного побережья Америки, истории Британской Колумбии, китайской общины Канады и Канадской тихоокеанской железной дороги. В 2005 году в Келоуне открылся второй кампус Университета Британской Колумбии, за следующие десять лет выросший в размерах вдвое. В том же году открылось Азиатско-тихоокеанское отделение университета в Гонконге; объявлено о планах открыть также отделения в Индии (Бангалор и Дели).
В числе выпускников университета — несколько Нобелевских лауреатов, более 60 Родсовских стипендиатов и свыше 200 членов Королевского общества Канады.

## Современное состояние

С 1960-х годов Университет Британской Колумбии превратился в один из крупнейших публичных вузов Северной Америки. Число его преподавателей превышает 4000, а студентов в двух основных кампусах (в Ванкувере и Келоуне) — 56 тысяч. В общей сложности университет предлагает около 500 программ по получению учёных степеней бакалавра и магистра.
Ванкуверский кампус Университета Британской Колумбии представляет собой комплекс из почти 500 зданий, включая больницу на 600 коек. Медицинский факультет университета, основной в провинции, представлен филиалами в Виктории, Принс-Джордже и Оканагане (кампус в Келоуне). В Келоуне работают школа гуманитарных и точных наук им. Ирвинга К. Барбера, факультеты последипломного обучения, педагогики, прикладных наук, управления, здравоохранения и социального развития и творческих и критических наук. С Университетом Британской Колумбии аффилиированы ряд теологических колледжей, в том числе Ванкуверская школа теологии (образована слиянием колледжей англиканской церкви и Объединённой церкви Канады), колледж Св. Марка (католический), колледж регентов. Кампус расположен на некорпоративной территории в Метро Ванкувер[уточнить]  . Управляющий совет принимает правила землепользования для земель кампуса. 
Имеются кварталы:Канцлер Плейс, Восточный кампус, Хэмптон Плейс, Хоторн Плейс, Весбрук-Плейс.
В центре Ванкувера имеются кампусы в Ванкуверском госпитале (для медиков) и на Робсон-Сквер (для работающих неполный рабочий день).
Университет Британской Колумбии — один из ведущих исследовательских университетов Канады, в середине 2010-х годов его бюджет на научные исследования составлял около 550 млн долларов. Вместе с другими вузами Западной Канады университет участвует в проекте TRIUMF по проведению физических и медицинских исследований при помощи циклотрона. Западноканадские вузы также совместно ведут исследования в Бамфилдской станции морской биологии на острове Ванкувер. С 1990-х годов на территории Университета Британской Колумбии работают Центр интегрированных исследований компьютерных систем, Лаборатория передовых материалов и технологического проектирования и Центр исследований леса, а с 2011 года — Центр интерактивных исследований экологической устойчивости. Университету принадлежат используемый для исследовательской работы и преподавания лес в долине Фрейзер площадью 8900 га и экспериментальная ферма в Ойстер-Ривере на острове Ванкувер. За годы своего существования Университет Британской Колумбии осуществил более 1300 совместных проектов с частными предприятиями и участвовал в создании около 200 новых компаний.
В университете действует музей антропологии, владеющий одной из лучших в мире коллекций традиционного искусства Северо-Западного побережья Северной Америки. Университетская библиотека, одна из самых больших в Канаде, насчитывает 9 миллионов единиц хранения. На территории вуза располагаются ботанический сад площадью 44 га, художественная галерея им. Белкина и Центр исполнительских искусств Чань, при котором функционирует Концертный зал Чань Шунь.
В рейтинге вузов мира газеты Times Университет Британской Колумбии в 2021/22 учебном году занимал место в первой полусотне, в том числе по репутации. В рейтинге влиятельности вуз занимал 13-е место. В Шанхайском рейтинге университетов мира вуз стабильно входит в число 50 лучших, в том числе на 31-м месте в 2017 году, а в областях географии и экологии занимает место в первой двадцатке.

### В кино
- На территории университета снимался ряд сцен фильма «88 минут» с Аль Пачино в главной роли.
- Весь сериал «Остров Харпера» снимали на территории университета.